# Сафронов, Тимофей Петрович
Тимофей Петрович Сафронов (22 декабря 1916 года, Самарская губерния — 29 сентября 1979 года, Оренбургская область) — старшина Рабоче-крестьянской Красной Армии, участник Великой Отечественной войны, Герой Советского Союза (1945).

## Биография
Родился 22 декабря 1916 года в деревне Верхнезаглядино (ныне — Асекеевский район Оренбургской области). После окончания начальной школы работал слесарем. В 1937—1939 годах проходил службу в Рабоче-крестьянской Красной Армии, участвовал в боях на озере Хасан и на реке Халхин-Гол.
В январе 1942 года повторно призван в армию. С ноября 1943 года — на фронтах Великой Отечественной войны.
К октябрю 1944 года старший сержант Тимофей Сафронов командовал отделением разведки 5-й батареи 135-го гаубичного артиллерийского полка 63-й гаубичной артиллерийской бригады 22-й артиллерийской дивизии 47-й армии 1-го Белорусского фронта. Отличился во время освобождения Польши. Во время боёв за предместье Варшавы Прагу проводил разведку немецкой огневой системы и успешно корректировал огонь артиллерии своей батареи. 11 октября 1944 года, когда пехота начала под натиском противника отходить, вместе с товарищами занял позицию у брошенного противотанкового орудия, уничтожив 1 штурмовое орудие и заставив немецкую пехоту отойти. В том бою был тяжело ранен и лишился правой руки.
Указом Президиума Верховного Совета СССР от 21 февраля 1945 года за «образцовое выполнение боевых заданий командования на фронте борьбы с немецкими захватчиками и проявленные при этом отвагу и геройство» старший сержант Тимофей Сафронов был удостоен высокого звания Героя Советского Союза с вручением ордена Ленина и медали «Золотая Звезда» за номером 5956.
В 1945 году демобилизован по инвалидности. Проживал и работал в селе Троицкое Асекеевского района.
Скончался 29 сентября 1979 года, похоронен в Бугуруслане.
Был также награждён орденами Красной Звезды и Славы 3-й степени, рядом медалей.

## Награды
- медаль «Золотая Звезда» (21.02.1945)[2]
- Орден Ленина (21.02.1945)[2]
- Орден Славы III степени (19.10.1944)[2]
- Орден Красной Звезды (04.07.1944)[2]
- Медаль За отвагу (22.07.1944)[2]
- Медаль За боевые заслуги (21.02.1944)[2]
- Медаль За победу над Германией в Великой Отечественной войне 1941—1945 гг. (09.05.1945)[2]

## Память
- Мемориальная доска герою установлена на мемориальном комплексе славы в городе Златоуст Челябинской области.
- В честь Сафронова установлен его бюст в Асекеево[1].

Мемориальная доска в городе Златоуст Челябинской области